# Carles Puigdemont i Casamajó
  Carles Puigdemont i Casamajó   (pronunciació en català central: /ˈkarɫəs ˌpud͡ʒðəˈmon i ˌkazəməˈʒo/) (Amer, 29 de desembre de 1962) és un periodista i polític català, 130è president de la Generalitat de Catalunya, i president de Junts per Catalunya des d'octubre de 2024.
Es va iniciar al periodisme en diversos mitjans comarcals. Més tard va esdevenir director de l'Agència Catalana de Notícies, així com del setmanari Catalonia Today. Militant de Convergència i Unió des del 1983, començà la seva carrera política el 2006, quan fou elegit diputat al Parlament de Catalunya per CiU. El 2011 fou elegit alcalde de Girona. Quatre anys després es va convertir en president de l'Associació de Municipis per la Independència. El 10 de gener de 2016 va ser investit 130è president de la Generalitat de Catalunya pel Parlament de Catalunya
El seu govern va promoure un Referèndum sobre la independència de Catalunya l'1 d'octubre de 2017. El 28 d'octubre del mateix any el Govern d'Espanya, a l'empara de l'Article 155 de la Constitució espanyola de 1978, va destituir-lo del seu càrrec, conjuntament amb els consellers del seu govern, una decisió que no acceptaren ni ell ni els membres del Govern. El mateix dia, el Parlament havia declarat formalment la independència. El 30 d'octubre de 2017 Puigdemont marxà a Brusseŀles juntament amb quatre consellers del seu govern, Clara Ponsatí, Antoni Comín, Lluís Puig i Meritxell Serret. El 25 de març de 2018 fou retingut a Alemanya després que s'hagué activat una ordre europea de detenció contra ell. Va ser posat en llibertat el 6 d'abril en mesures cautelars. El juliol de 2018 va presentar el projecte de Crida Nacional per la República. Des del mateix 2018, és president del Consell per la República.
A les eleccions al Parlament Europeu de 2019 fou escollit diputat al Parlament Europeu representant Lliures per Europa. Entre 2020 i 2022 fou President de Junts per Catalunya.
Durant tot aquest temps ha patit persecució i intents d'extradició per part de la justícia espanyols, com es va posar de manifest amb la detenció a Sardenya de 2021.
El 2023 va formar part de la negociació entre Junts i el PSOE per investir Pedro Sánchez president del govern espanyol, després de les eleccions generals espanyoles.

## Primers anys

### Infància i joventut

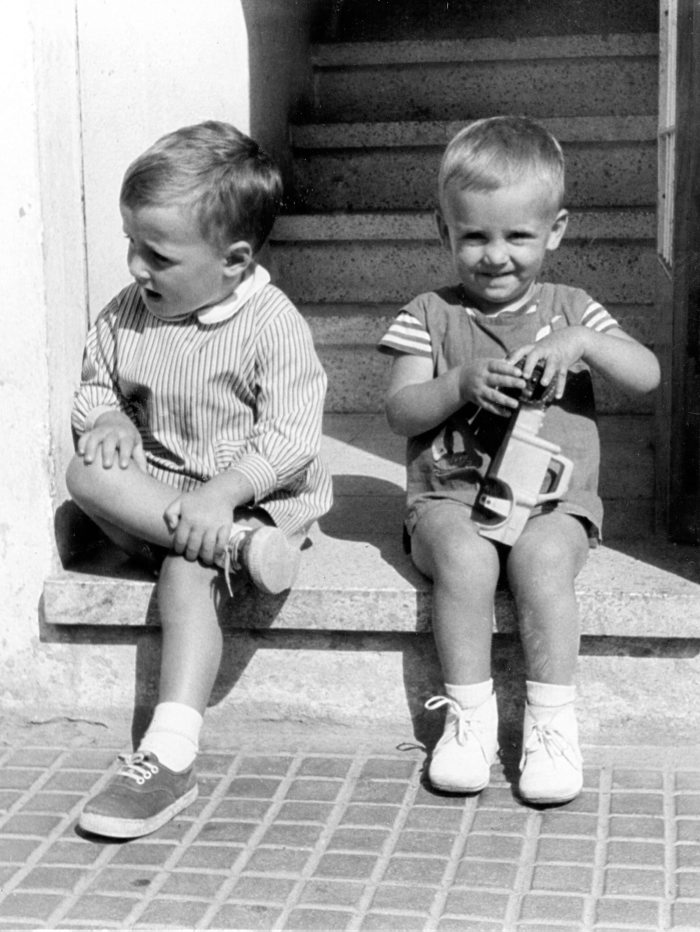
Carles Puigdemont, de petit (a la dreta), amb el seu germà gran.

Carles Puigdemont va néixer al número 6 del carrer de Sant Miquel d'Amer, un edifici conegut com a can Crous. Fill de Xavier Puigdemont i Núria Casamajó, és el segon de vuit germans d'una família de tradició pastissera. Tot i que la seva família no està relacionada directament amb la política, el seu besavi i el seu oncle Josep Puigdemont (1979-1983) foren batlles d'Amer. La raó del nom de Carles és en record del seu avi Carles Casamajó, marit de l'andalusa Manuela Ruiz Toledo, el qual l'hivern del 1939, al final de la Guerra Civil espanyola, va marxar a l'exili a França des d'on enviava cartes a la família, abans que desaparegués el 1943 sense deixar rastre. Per la seva banda, el seu avi patern, Francesc Puigdemont, va fugir del bàndol republicà després de ser cridat a files i es va refugiar a la Serra de Cadis i a Burgos.
Va ser escolaritzat al seu poble natal i també va ser intern a Santa Maria del Collell, on va tenir de mestres l'escriptor Manel Costa-Pau i el cantautor Josep Tero, entre d'altres. Durant la joventut va ajudar a la pastisseria familiar. Va ser baixista del grup de pop-rock Zènit, creat al casal d'Amer, que va tocar en alguns esdeveniments del poble. També va fundar la publicació local Espelt amb Salvador Clarà. Va començar estudis de Filologia catalana al Col·legi Universitari de Girona, una carrera que va compaginar amb algunes col·laboracions amb mitjans de comunicació locals, fins que els va abandonar per dedicar-se plenament al periodisme.

### Carrera periodística
Puigdemont es va iniciar en el periodisme amb 16 anys, com a corresponsal a Amer del diari Los Sitios i va arribar a ser redactor en cap d'El Punt, diari on va començar a treballar el 1982 com a corrector lingüístic. En aquell mateix període va fundar l'empresa de serveis periodístics CAT Edicions, que elaborava butlletins, pròlegs i discursos per a alcaldes, principalment de CiU.
A la dècada del 1990 va impulsar projectes de comunicació a través d'Internet per a la Diputació de Girona.
El 1993 es va prendre un any sabàtic i va recórrer els països de la Unió Europea per elaborar diversos reportatges que es van publicar aquell any a la revista Presència. És autor del llibre Cata… què? (La Campana, 1994), en què analitza com ha estat tractat el catalanisme per la premsa internacional des dels Fets de Prats de Molló fins als Jocs Olímpics de Barcelona de 1992. En aquesta obra investiga el ressò internacional que va tenir el catalanisme en la premsa internacional, sobretot als EUA i a Europa durant el franquisme; també aprofundeix en altres temes com les declaracions de l'abat Escarré, la figura de Tarradellas, la victòria catalanista, l'ús de la llengua, les tensions entre Espanya i Catalunya, l'independentisme, etc. Puigdemont també va tractar aquesta en les seves columnes a la revista Presència.
Entre 1999 i 2002 va ser el primer director de l'Agència Catalana de Notícies, nascuda amb l'objectiu de dotar els mitjans locals i comarcals catalans d'un servei informatiu multimèdia per Internet. També va ser director general de la publicació Catalonia Today, el diari català en anglès que va contribuir a impulsar.
El març de 2006 va fundar amb el periodista Saül Gordillo l'empresa Doble Utopia, que a través de la seva filial Poliblocs va promoure la primera edició de la Catosfera.
A més a més, ha publicat diversos assaigs sobre comunicació i noves tecnologies, i ha col·laborat en mitjans de comunicació. És membre de la demarcació de Girona del Col·legi de Periodistes de Catalunya.

## Inici de la carrera política

### Activisme i Parlament
Considerat independentista des del final de la dècada del 1970, Puigdemont fou activista de la Crida a la Solidaritat en Defensa de la Llengua, la Cultura i la Nació Catalanes. Va pertànyer a la Joventut Nacionalista de Catalunya, que va contribuir a fundar a les comarques gironines amb Pere Casals. L'estiu de 1991 va fer un viatge a Eslovènia per conèixer de prop el seu procés d'independència. Va formar part de l'organització d'actes de suport als independentistes detinguts en l'operació Garzón el 1992. Militant de Convergència Democràtica de Catalunya des de 1983, va ser director de la Casa de Cultura de Girona (2002-2004).
El 2006 va esdevenir diputat per CiU al Parlament de Catalunya, càrrec que mantindria entre la vuitena i desena legislatures. En aquest període, va ser membre de diferents comissions parlamentàries: d'Educació i Universitats (2006-2010), d'Acció Exterior i de la Unió Europea (2006-2015; anomenada d'Acció Exterior, Unió Europea i Cooperació en la darrera legislatura), de Polítiques de Joventut (2006-2012), de Cultura i Llengua (2010-2015) i del síndic de greuges (2012-2015).

### Alcaldia de Girona
El 2007 el seu partit li proposa encapçalar la llista de CiU a l'Ajuntament de Girona a les eleccions municipals, en substitució de l'advocat Carles Mascort. Puigdemont va acceptar amb la condició de fer ell la llista, decidir el to de la campanya i no fer servir el local del partit. Finalment, no va guanyar les eleccions i va romandre a l'oposició. En les eleccions de 2011, però, va trencar l'hegemonia del PSC a Girona –els socialistes havien governat durant els 32 anys de democràcia fins llavors– i va esdevenir Alcalde de Girona. Va governar en minoria durant els dos mandats a l'alcaldia, establint pactes amb diverses formacions polítiques del consistori. Com a alcalde, se'n destaquen la projecció turística de la ciutat –en part com a estratègia per pal·liar els efectes de la crisi econòmica i generar ocupació– i la potenciació de projectes com Temps de Flors, el festival Strenes, la campanya Girona 10 i l'obertura a rodatges com la sèrie estatunidenca Joc de Trons. Tot i això, la Candidatura d'Unitat Popular, va criticar especialment el model turístic de la ciutat, i va impugnar la contractació dels càrrecs de confiança del govern municipal gironí.

Una de les mesures més controvertides en l'etapa d'alcaldia va ser l'adquisició del fons del crític d'art Rafael Santos i Torroella el 2014. En aquell moment, partits de l'oposició i la plataforma Aigua és Vida van denunciar que l'executiu tenia previst pagar part del fons amb el cànon de l'aigua, un extrem que l'ajuntament va negar. Anys després, la Fiscalia Anticorrupció va obrir una investigació per esclarir si el consistori havia destinat diners procedents del cànon de l'aigua per la compra d'aquest fons. El novembre de 2020, el Tribunal Suprem va descartar cap delicte. En aquest sentit, la sentència va concloure que l'operació podria constituir una infracció administrativa, a valorar per la jurisdicció contenciosa administrativa, però no pas una infracció penal. Justament, el govern municipal liderat per Puigdemont va encarregar el 2012 una auditoria per conèixer a fons la situació de l'empresa mixta Aigües de Girona, Salt i Sarrià davant dels dubtes suscitats per la gestió durant els 20 anys anteriors.

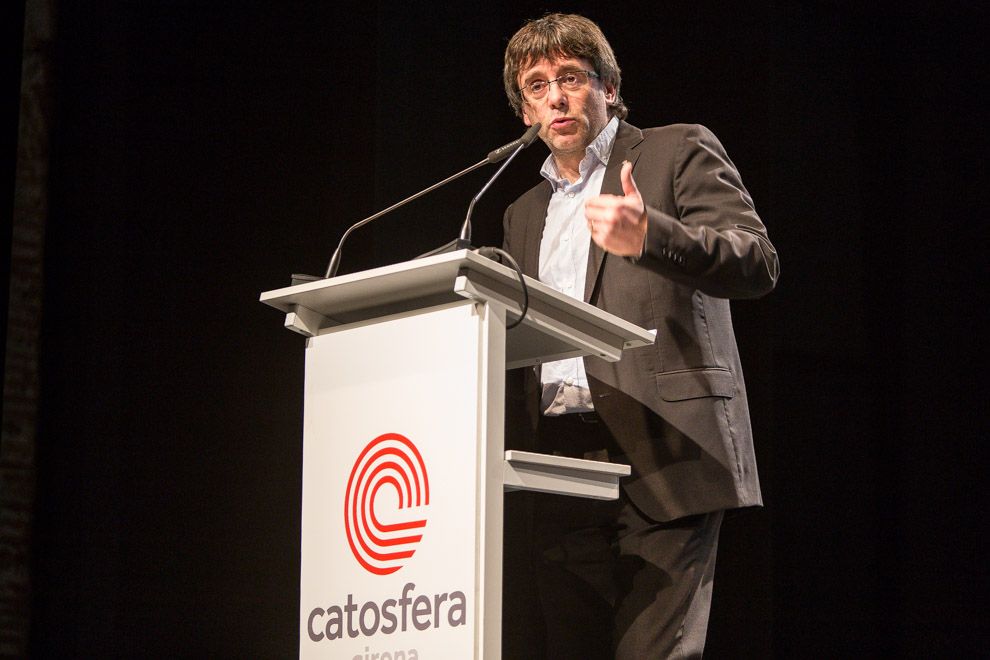
Carles Puigdemont, el 2015

A banda, l'inici del procés d'independència també va marcar el seu mandat. El 2012 la Delegació del Govern de l'Estat a Catalunya va denunciar l'ajuntament per haver destinat diners públics per a la contractació de trens especials a Renfe amb motiu de la celebració de la manifestació «Catalunya, nou estat d'Europa»; i el jutjat administratiu va anul·lar el decret d'alcaldia que ho permetia, tot donant parcialment la raó al govern central. El 2015 l'Ajuntament va ser investigat per la Fiscalia de l'Audiència Nacional per haver aprovat una moció en favor de la Declaració d'inici del procés d'independència de Catalunya del Parlament de Catalunya.
El juliol de 2015 va substituir Josep Maria Vila d'Abadal com a president de l'Associació de Municipis per la Independència, i poc després va ser elegit diputat a les eleccions al Parlament de Catalunya del 27 de setembre de 2015 a la llista de Junts pel Sí. Dins la coalició independentista, ocupava la tercera posició de la llista per les comarques gironines, per darrere de Lluís Llach i Anna Caula.

## President de la Generalitat de Catalunya (2016-2017)

### Primers mesos

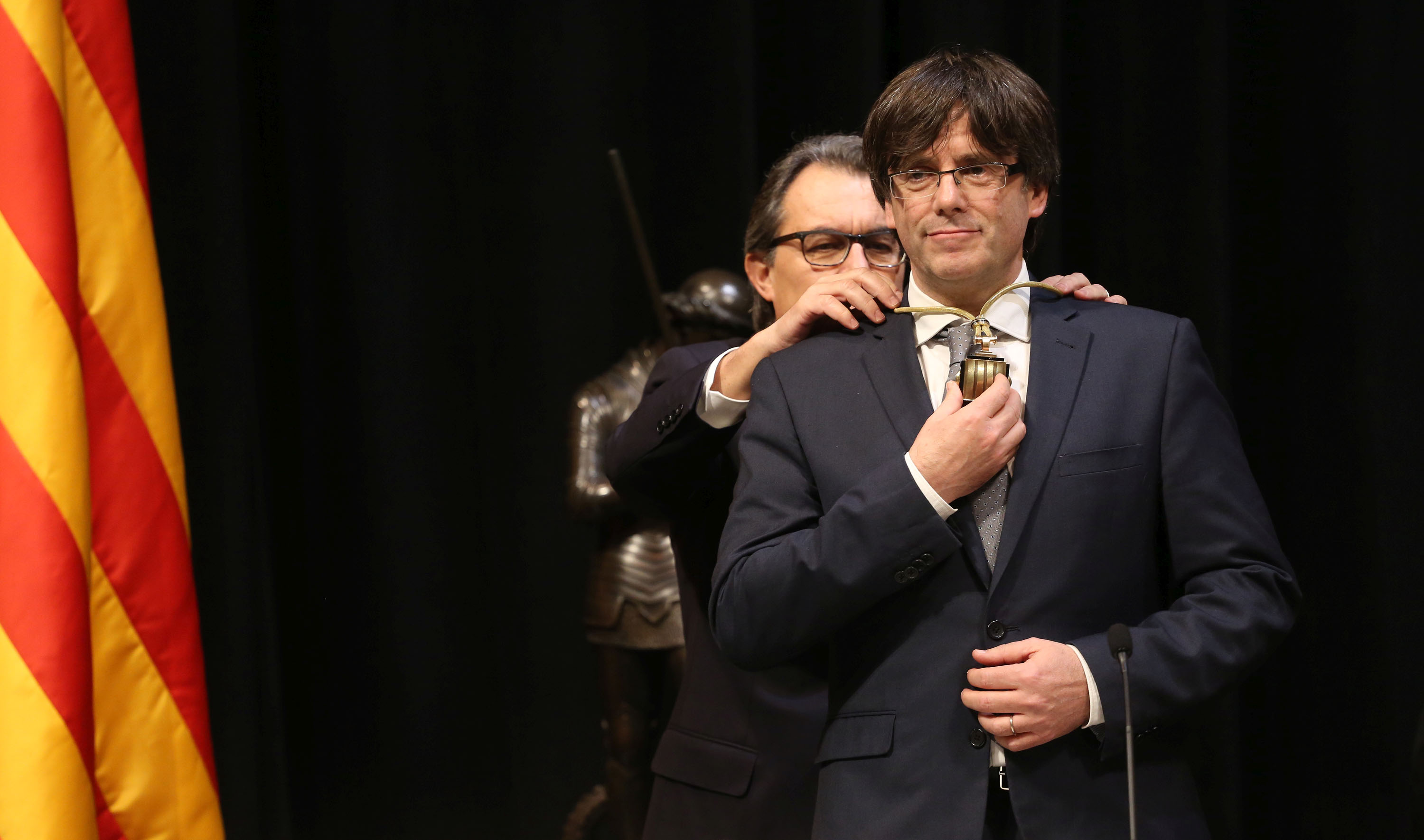
Artur Mas imposa la medalla a Carles Puigdemont, el 2016

El 9 de gener de 2016, el llavors president en funcions de la Generalitat, Artur Mas, va proposar el seu nom com a candidat per a la Presidència de Catalunya. La CUP-CC va acceptar el fet que Carles Puigdemont fos el següent president de la Generalitat amb un pacte amb Junts pel Sí. El diumenge, 10 de gener de 2016, l'últim dia legal per a dur-ho terme, va ser investit president pel Parlament de Catalunya. Per cloure el seu discurs amb una declaració de l'estil que volia imprimir al seu mandat, va fer servir una cita de Miquel Pairolí: 
| « | La dignitat construeix la personalitat com l'orgull tendeix a destruir-la. Per tant, deixem l'orgull, agafem dignitat. | » |

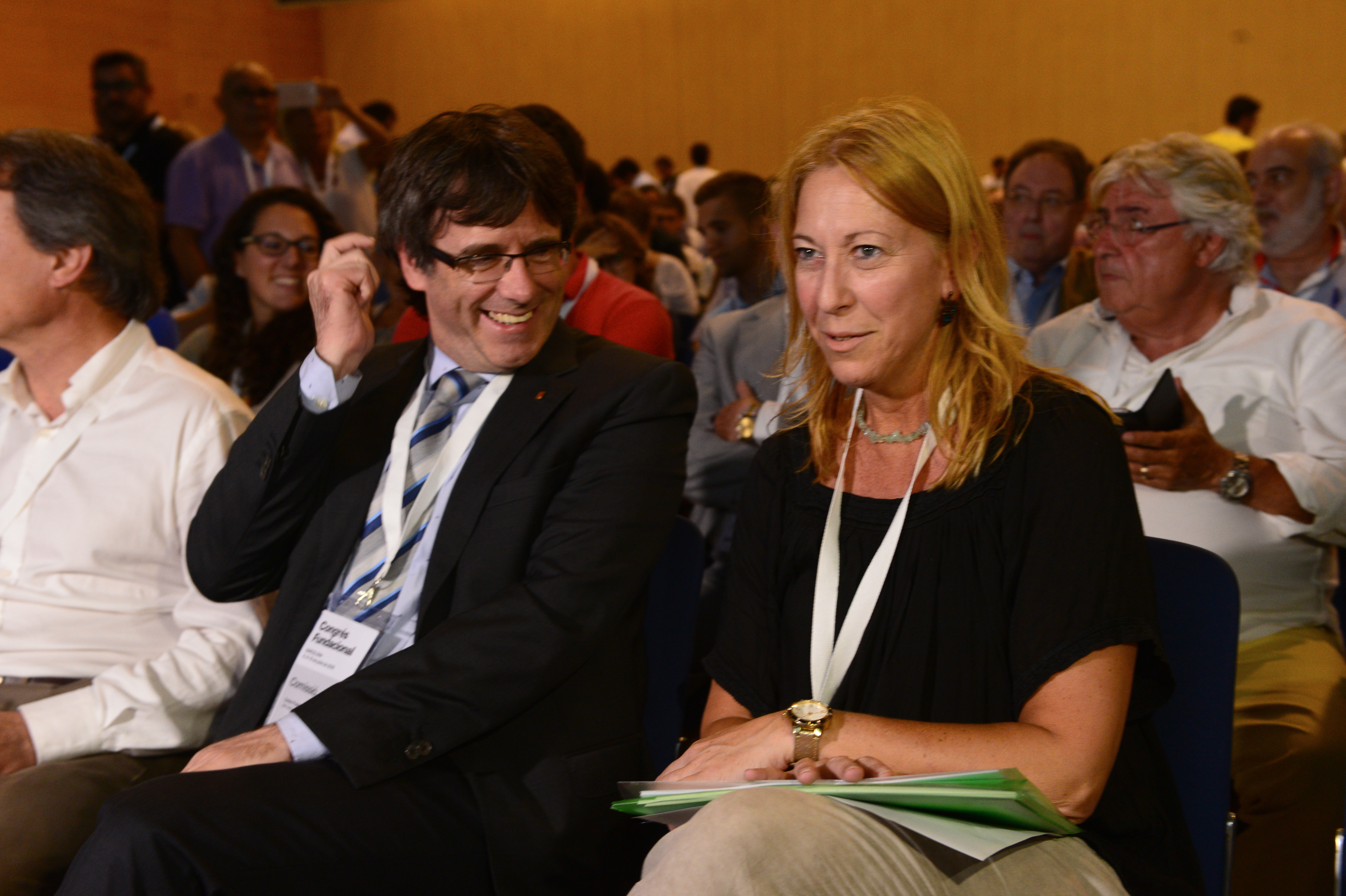
Puigdemont al costat de Neus Munté al congrés fundacional del Partit Demòcrata Europeu Català.

L'endemà del ple d'investidura va deixar l'alcaldia de Girona i va ser substituït en funcions per Isabel Muradàs, primera tinent d'alcalde, fins a l'elecció d'Albert Ballesta i Tura com a nou alcalde. El 12 de gener va entrar en vigor el seu nomenament com a president i va prendre possessió del càrrec en una cerimònia al Palau de la Generalitat. En el jurament del càrrec, no va jurar fidelitat ni al Rei ni a la Constitució, tan sols al poble català, fet que va generar polèmica entre alguns sectors. El 13 de gener va signar el decret de nomenament dels membres del seu Consell Executiu (Govern de Catalunya 2016-2017).

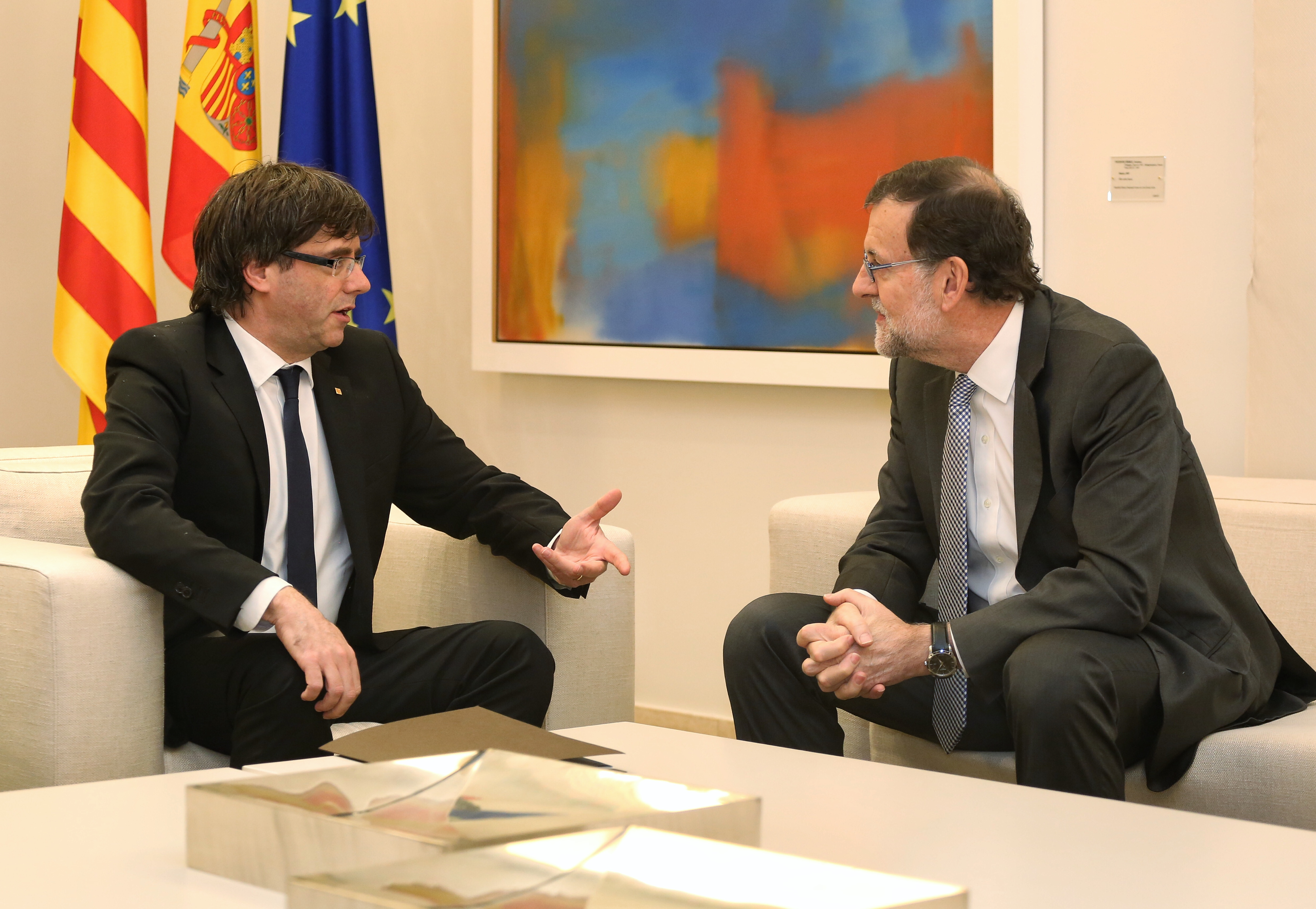
Mariano Rajoy reunit amb Carles Puigdemont el 20 d'abril de 2016, en la seva primera reunió amb el president espanyol.

La nova legislatura constituent prevista per només 18 mesos, va afrontar l'acció de govern amb el progressiu desplegament de les anomenades estructures d'Estat, la greu situació econòmica derivada de la crònica escassetat de les finances públiques, el desplegament de l'acció exterior i les amenaces i obstruccions de l'Estat espanyol materialitzat en els constants recursos d'anticonstitucionalitat. A banda, el suport de la CUP esdevingué progressivament complicat malgrat l'acord de legislatura. Les tensions culminaren el juny del 2016, quan la formació anticapitalista denegà el suport als pressupostos. En resposta, Puigdemont presentà una moció de confiança per a dia 28 de setembre de 2016.
Del 8 al 10 de juliol de 2016 Puigdemont va assistir, juntament amb la resta de militants de Convergència, a l'últim congrés d'aquest partit, en el qual es va acordar la seva refundació en un nou partit que tindria el seu primer congrés del 8 al 10 de juliol. El president va tancar el denominat congrés fundacional reclamant «que el nou partit es posès al servei de la societat per fer la independència».
El 19 de setembre de 2016 es va reunir amb el seu homòleg valencià Ximo Puig al Palau de la Generalitat Valenciana i van signar l'acord de reciprocitat dels canals de la Radiotelevisió Valenciana amb els de la Corporació Catalana de Mitjans Audiovisuals. L'acord incloïa la creació d'una comissió tècnica mixta amb Catalunya perquè, quan comencès a funcionar de nou Radiotelevisió Valenciana, es fes efectiva aquesta reciprocitat.

### Moció de confiança i referèndum
Els dies 28 i 29 de setembre de 2016, el president fou sotmès a una moció de confiança després que la CUP denegués el seu suport als pressupostos del govern. El seu discurs al Parlament el dia abans de la votació de la moció, va anunciar que convocaria un referèndum d'independència que se celebraria a tot tardar el setembre de 2017, acordat amb el govern espanyol o no. L'endemà de l'anunciament del referèndum, Puigdemont va aconseguir superar la moció amb els ja anunciats vots de la CUP, la qual no va garantir donar suport als següents pressupostos, i de la seva coalició Junts pel Sí, sumant un total de 72 vots de 135. La resta de partits van votar-hi en contra, amb la novetat que Catalunya Sí que es Pot va celebrar que Puigdemont apostés pel referèndum, encara que no li donés suport a la moció per les incerteses sobre els pressupostos.
Després de l'aprovació el 6 d'octubre del mateix any de la resolució en la qual s'instava al Govern a la celebració d'un referèndum vinculant sobre la independència de Catalunya, al desembre del mateix any convocà el Pacte Nacional pel Referèndum i, a instàncies de Catalunya Sí que es Pot, s'avingué a intentar pactar el referèndum amb l'Estat espanyol sense, però, renunciar a convocar-lo en cas que fos rebutjat. En el seu primer discurs de Cap d'Any, el 30 de desembre de 2016, va assegurar que el referèndum seria «legal i vinculant».

Per tal de poder pactar el referèndum amb l'Estat, Puigdemont va explicar el referèndum en nombroses ocasions, juntament amb el vicepresident Oriol Junqueras, i en alguns casos també amb el conseller d'Afers Exteriors Raül Romeva i amb altres membres del Govern. Entre les vegades que va explicar el referèndum, destaca la conferència que va presentar en una sala del Parlament Europeu a Brussel·les el 24 de gener de 2017, on va subratllar que Catalunya decidiria lliurement el seu futur mitjançant un referèndum legítim i legal i que Europa, en comptes de «mirar cap a una altra banda», havia de ser part de la solució. També cal remarcar l'última conferència que va fer al Palau de Cibeles de Madrid en la qual va oferir a Mariano Rajoy el referèndum pactat. Aquell mateix dia va transcendir al diari El País un esborrany sobre la llei de transitorietat jurídica de la Generalitat. Puigdemont va acabar la seva intervenció a la conferència assegurant que si no es trobava una via pactada, el Govern català «es mostraria fidel» al compromís amb el poble de Catalunya que considerava «democràticament inviolable», i assegurant que es faria el referèndum encara que no fos pactat, tal com havia explicat fins aleshores.

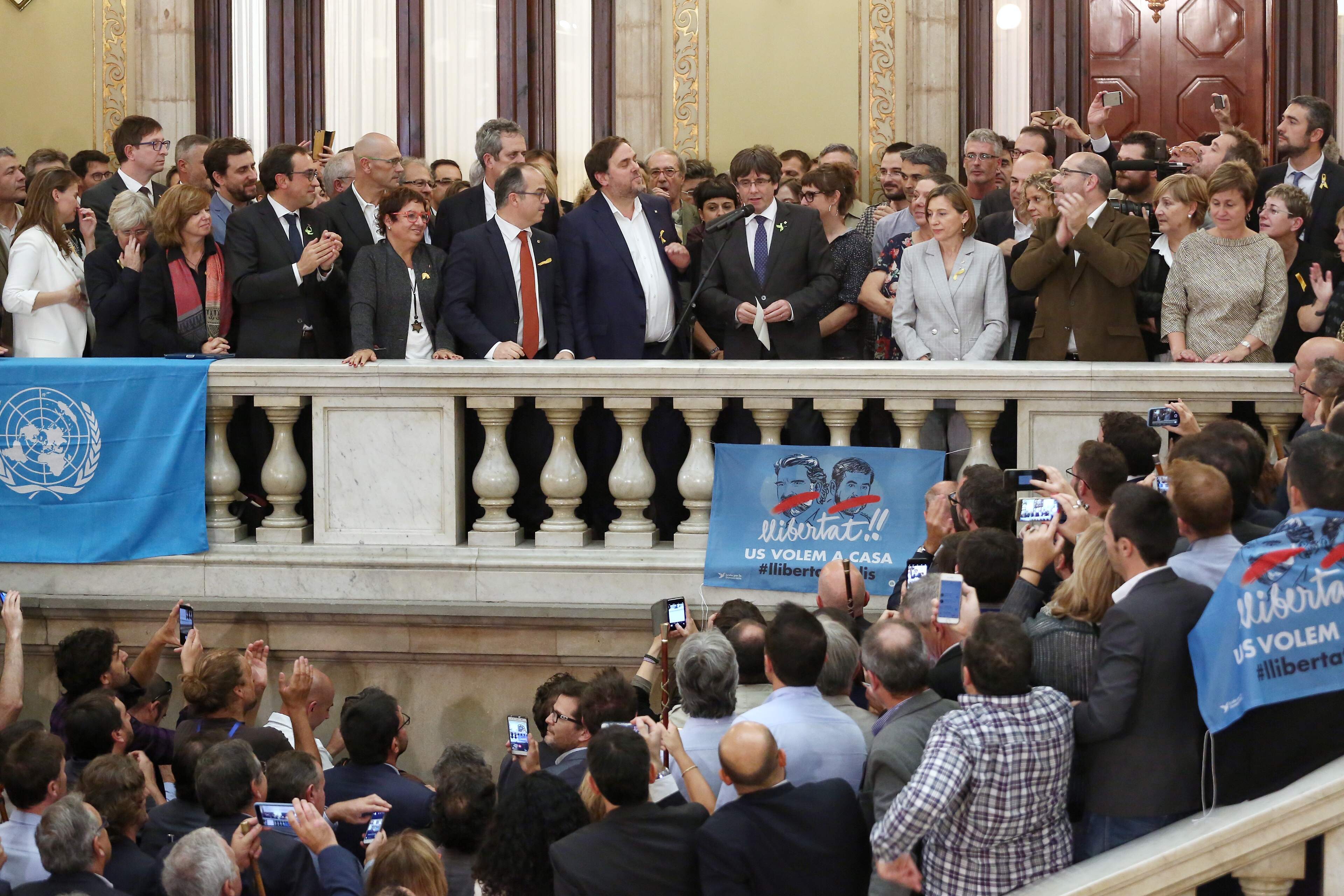
Puigdemont fent la seva primera declaració després del ple del Parlament que va declarar la independència de Catalunya, acompanyat dels consellers del Govern.

Finalment, Puigdemont i Junqueras, acompanyats pels membres del Govern i tots els diputats de Junts pel Sí van anunciar la data i la pregunta del referèndum en un acte solemne al Pati dels Tarongers del Palau de la Generalitat el juny de 2017. La data del referèndum anunciada pel president seria l'1 d'octubre de 2017 i la pregunta «Voleu que Catalunya sigui un estat independent en forma de república?».
El referèndum celebrat l'1 d'octubre de 2017 enmig d'una forta repressió policial, va donar més d'un 90% de vots a favor del sí. Hi va participar el 43% de l'electorat. El mateix dia, Puigdemont va anunciar que traslladaria els resultats del referèndum al Parlament de Catalunya. En sessió plenària el 10 d'octubre, Puigdemont va fer una declaració parcial d'independència, a l'espera d'una mediació internacional. El president va anunciar immediatament que la declaració quedava en suspens temporal per obrir un període de negociació amb el govern espanyol.
Arran d'aquests fets, el govern espanyol va anunciar el 21 d'octubre la seva voluntat d'aplicar l'article 155 de la Constitució. L'aplicació d'aquest article també plantejà que el Parlament no pogués proposar un candidat a la presidència ni celebrar debat d'investidura. L'aplicació del 155 es va aprovar al Senat 27 d'octubre, el mateix dia que el Parlament de Catalunya va declarar formalment la independència.

### Aplicació de l'article 155 i cessament
L'endemà de la declaració d'independència, el 28 d'octubre, Puigdemont va ser destituït del càrrec de president de la Generalitat, juntament amb tot el seu govern, com a part de l'aplicació de l'article 155 de la Constitució espanyola. Dos dies després, el fiscal general de l'Estat espanyol, José Manuel Maza, va anunciar la presentació d'una querella davant l'Audiència Nacional per rebel·lió, sedició i malversació de fons públics contra Puigdemont i la resta del seu Govern, així com una altra querella davant el Tribunal Suprem espanyol contra la Mesa del Parlament. El dia 31 d'octubre, l'Audiència Nacional va citar a declarar el Puigdemont i tots els seus consellers els dies 2 i 3 de novembre a les nou del matí. No obstant això, en aquell moment Puigdemont ja no es trobava a Espanya; juntament amb els consellers cessats Antoni Comín (Salut), Lluís Puig (Cultura), Meritxell Serret (Agricultura) i Clara Ponsatí (Educació), havia marxat a Brussel·les el dia anterior. Segons algunes fonts, va aconseguir arribar a Bèlgica en un avió que va agafar a Marsella (França), on havia arribat mitjançant un cotxe d'incògnit de matinada en una ruta de més de 5 hores que partia de la seva residència a Sant Julià de Ramis.
En una compareixença el 31 d'octubre, ja des de la capital belga, Puigdemont va demanar a la comunitat internacional que s'involucrés en el cas català, assegurant l'existència d'una ofensiva brutal per part del govern espanyol contra les institucions catalanes i tots els seus funcionaris. En aquell moment, va assegurar, el govern va optar per la prudència i la moderació per tal d'evitar la violència i l'agressivitat del govern espanyol. També va afirmar que el govern espanyol «cercava venjança» i que mentre hi hagués un context d'amenaça continuaria a Brussel·les. Finalment, Puigdemont va fer una crida a l'independentisme d'aprofitar les eleccions convocades pel govern espanyol per al 21 de desembre per a «consolidar la República» i combatre la intervenció de la Generalitat.

## Període a l'estranger (2017-actualitat)

### Primera euroordre
El dia 3 de novembre, després que, tal com havia anunciat l'advocat de Puigdemont a Bèlgica, Paul Bekaert, Puigdemont no s'hagué presentat a l'Audiència Nacional atès que l'advocat no creia que hi hagués garanties per rebre un judici just, la jutge Carmen Lamela emeté una euroordre de detenció europea contra ell i els quatre consellers del seu govern que no s'havien presentat a la citació judicial. El 5 de novembre, Puigdemont i els consellers Serret, Comín, Puig i Ponsatí es presentaren a una comissaria belga en presència dels seus advocats i es posaren a disposició de les autoritats belgues, «amb la voluntat de no eludir l'acció de la justícia sinó simplement defensar-se en un procés just i imparcial». El jutge d'instrucció de Brussel·les els va deixar en llibertat provisional i va afirmar en la seva interlocutòria que «la presó preventiva hauria causat danys irreparables».
El dia 14 de novembre el jutge belga s'havia de pronunciar sobre la petició d'extradició, però el 5 de desembre, el magistrat del Tribunal Suprem Pablo Llarena va retirar l'ordre europea de detenció, però no pas l'ordre de detenció espanyola, de manera que, en cas que tornessin a Catalunya, podrien ser immediatament detinguts. Es va interpretar que el jutge espanyol no volia que la justícia belga decidís sobre la situació de Puigdemont i els altres quatre consellers destituïts, i evitar així que només se'ls jutgés per un delicte de malversació i no per sedició i rebel·lió, que no existeixen a Bèlgica.

### Eleccions al Parlament de 2017

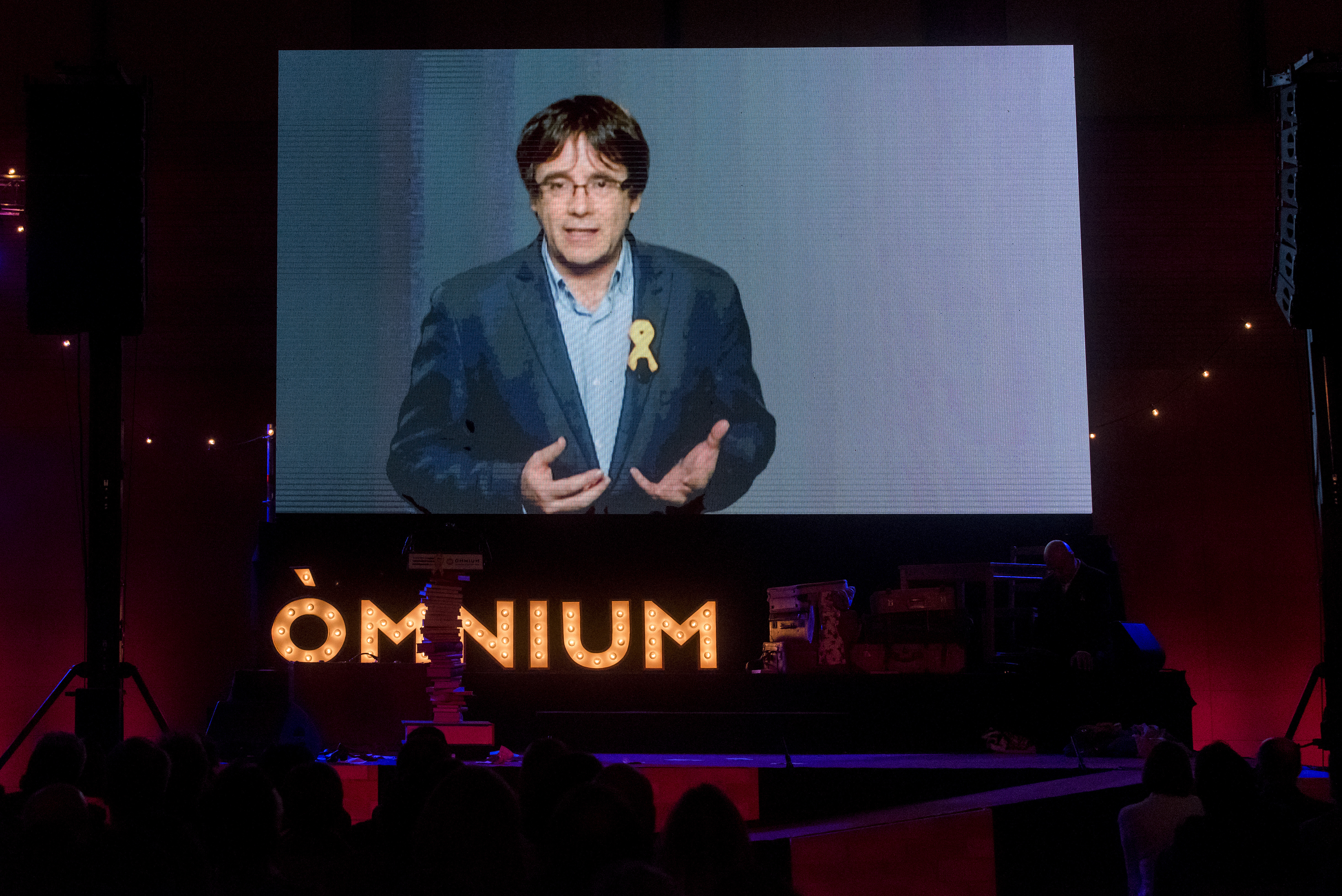
Intervenció des de Brussel·les en la Nit de Santa Llúcia (15 de desembre de 2017).

Puigdemont es presentà a les eleccions al Parlament de Catalunya de 2017 com a cap de llista de la circumscripció de Barcelona per a la candidatura Junts per Catalunya, optant d'aquesta manera a la presidència de la Generalitat, càrrec del qual havia sigut destituït, segons el Govern central espanyol. Junts per Catalunya quedà segona a les eleccions amb un resultat de 940.602 vots i 34 escons, per darrere de Ciutadans, però els partits republicans van mantenir la majoria parlamentària, car la suma de tots els escons (34 de Junts per Catalunya, 32 d'Esquerra Republicana i 4 de la CUP) fou de 70 escons, dos més dels necessaris per a obtenir la majoria absoluta al Parlament.
Des de Brussel·les, va gravar el 30 de desembre el seu discurs de Cap d'Any, que no va ser emès per TV3 a causa de l'aplicació de l'article 155.
Carles Puigdemont era candidat inicial a presidir la Generalitat de Catalunya, però per la seva situació judicial i d'exili el Tribunal Constitucional va prohibir-ne la candidatura. Després de diverses candidatures fallides, Quim Torra el succeiria com a president el maig de 2018.
El dia 22 de gener de 2018 Puigdemont havia viatjat a Copenhaguen, tot i el risc de poder ser arrestat si el jutge hagués acceptat a tràmit l'emissió d'una nova euroordre de detenció demanada per la fiscalia espanyola, per participar en una conferència a la Universitat de Copenhaguen sobre la situació de Catalunya i els reptes que encarava en el context europeu. Pocs dies després, Puigdemont va deixar Brussel·les i es va instal·lar en una vil·la de Waterloo amb la intenció de convertir-la amb la Casa de la República a l'exili.
El mes de març, l'actor autoproclamat president de Tabàrnia, Albert Boadella, es personà a la casa de Puigdemont, a Waterloo, per a fer-li un escarni. Carles Puigdemont en eixos moments es trobava a Finlàndia. Mesos més tard es va saber que el viatge de Boadella es va pagar amb fons europeus, amb el mecanisme pensat per la Unió Europea perquè els ciutadans europeus coneguin el Parlament Europeu.

### Procés judicial a Alemanya

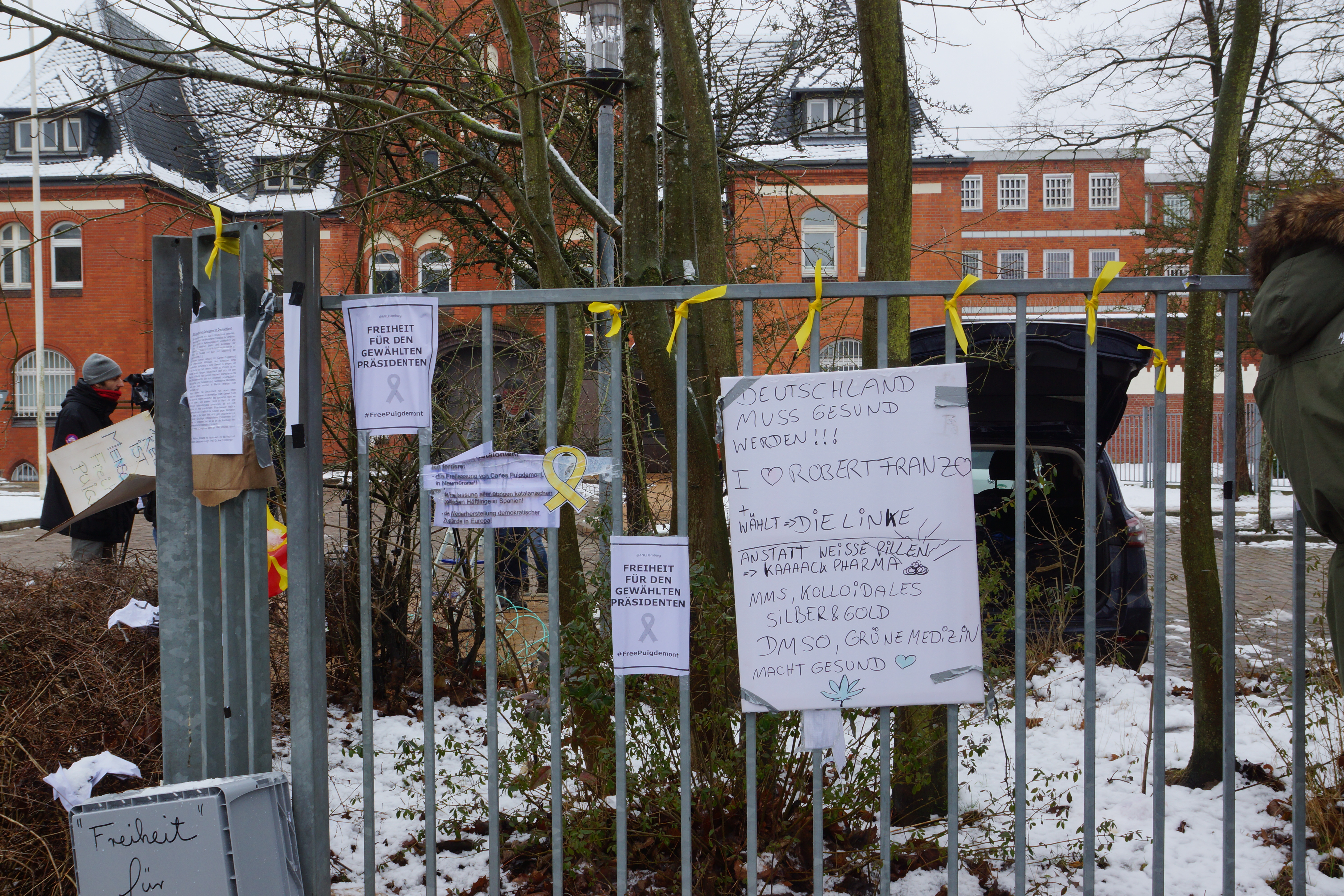
Llaços grocs a l'entrada de la presó de Neumünster

El 23 de març de 2018, el jutge instructor Pablo Llarena va procedir a emetre una segona ordre de detenció europea i internacional contra Puigdemont, que en aquell moment es trobava a Hèlsinki (Finlàndia), acusant-lo d'haver comès els delictes de rebel·lió i malversació. Dos dies després, el 25 de març, fou detingut per la Policia Federal alemanya a la població de Schuby, al land alemany de Slesvig-Holstein, mentre retornava en cotxe del viatge a Finlàndia, i ingressà seguidament a la presó de Neumünster, ubicada al mateix estat federal. L'endemà va comparèixer davant del Tribunal Suprem de Slesvig-Holstein amb el propòsit que es comprovés la seva identitat i tractar altres qüestions formals. Després de la compareixença al Tribunal, el jutge alemany decidí de mantenir a Puigdemont sota custòdia policial a la presó de Neumünster. El seu advocat a Alemanya era Wolfgang Schomburg, exmagistrat del Tribunal Suprem Federal Alemany.
El 5 d'abril l'Audiència de Slesvig-Holstein descartà l'extradició de Puigdemont per un delicte de rebel·lió i el deixà en llibertat sota una fiança de 75.000 €, amb la prohibició d'abandonar Alemanya i amb l'obligació de presentar-se a qualsevol comissaria del país un cop per setmana. L'endemà es feu efectiva la seva posada en llibertat, al mateix dia que es va traslladar a Berlín on va anunciar que fixaria la seva residència mentre durés el seu procés judicial a Alemanya. Dos mesos després, no obstant això, es va traslladar a Hamburg.
El 9 de maig, un cop descartada l'extradició pel delicte de rebel·lió, el jutge Pablo Llarena va obrir la porta a rebaixar les acusacions de rebel·lió per les de sedició, fet que hagués pogut permetre una possible extradició a Espanya. El jutge Llarena tancà el sumari de la investigació feta a Puigdemont i altres diputats i els suspengué dels seus càrrecs de diputat. No obstant això, el juliol de 2018, el tribunal de Slesvig-Holstein només va acceptar extradir Puigdemont per malversació de fons públics, descartant els altres delictes. Això va fer que el jutge Llarena no acceptés l'extradició i retirés l'euroordre contra ell i la resta dels membres del Govern a l'estranger, fet que va permetre a Puigdemont deixar Alemanya i retornar a Bèlgica.
El 16 de juliol, Puigdemont va presentar juntament amb Quim Torra el seu nou projecte polític, la Crida Nacional per la República, un moviment amb la voluntat de convertir-se en un partit polític que aglutini la majoria del vot independentista català.

### Retorn a Waterloo

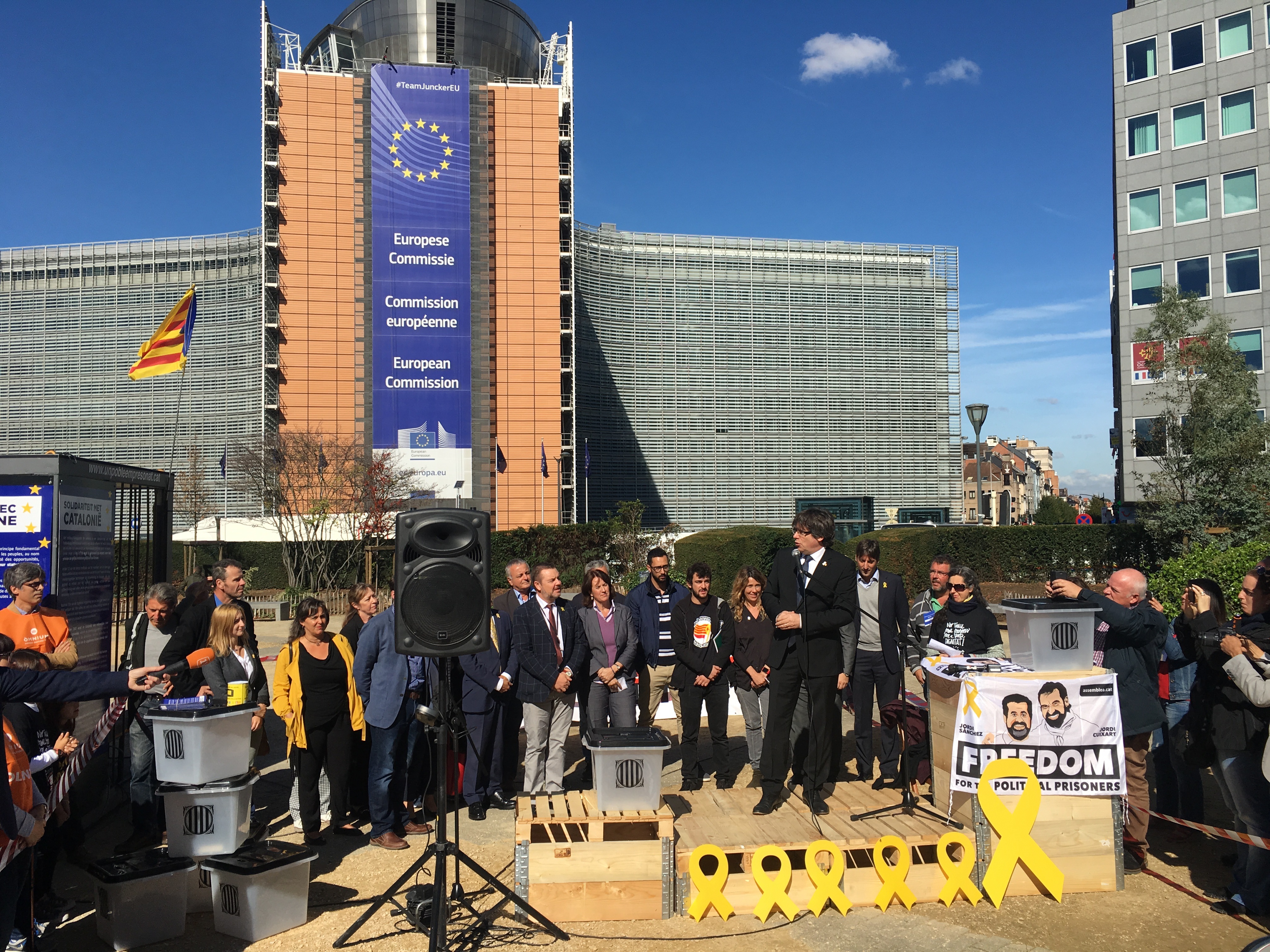
Carles Puigdemont i Casamajó en un acte de suport a Adrià Carrasco i Tarrés davant de la Comissió Europea.

El 28 de juliol de 2018, Puigdemont va retornar a Bèlgica després de quatre mesos a Alemanya, agafant un vol des d'Hamburg a Brussel·les, on per primer cop des que va marxar de Catalunya va entrar a la delegació de la Generalitat a Brussel·les. El mateix dia, acompanyat d'Antoni Comín i Meritxell Serret entre d'altres, i acompanyat d'un centenar de persones, va fer una declaració conjunta a l'anomenada Casa de la República, la vil·la ubicada a Waterloo que Puigdemont havia llogat el febrer del mateix any i seu del Consell per la República, un organisme establert al pacte de govern entre Junts per Catalunya i Esquerra després de les eleccions de 2017.
El 2020 va ser escollit president del partit Junts per Catalunya amb 2.115 vots dels militants. De cara a les eleccions al Parlament de Catalunya de 2021, Puigdemont va anunciar que lideraria la llista de JxCAT per la circumscripció de Barcelona per tal d'ajudar la candidata a la presidència, Laura Borràs.

### Detenció a Itàlia

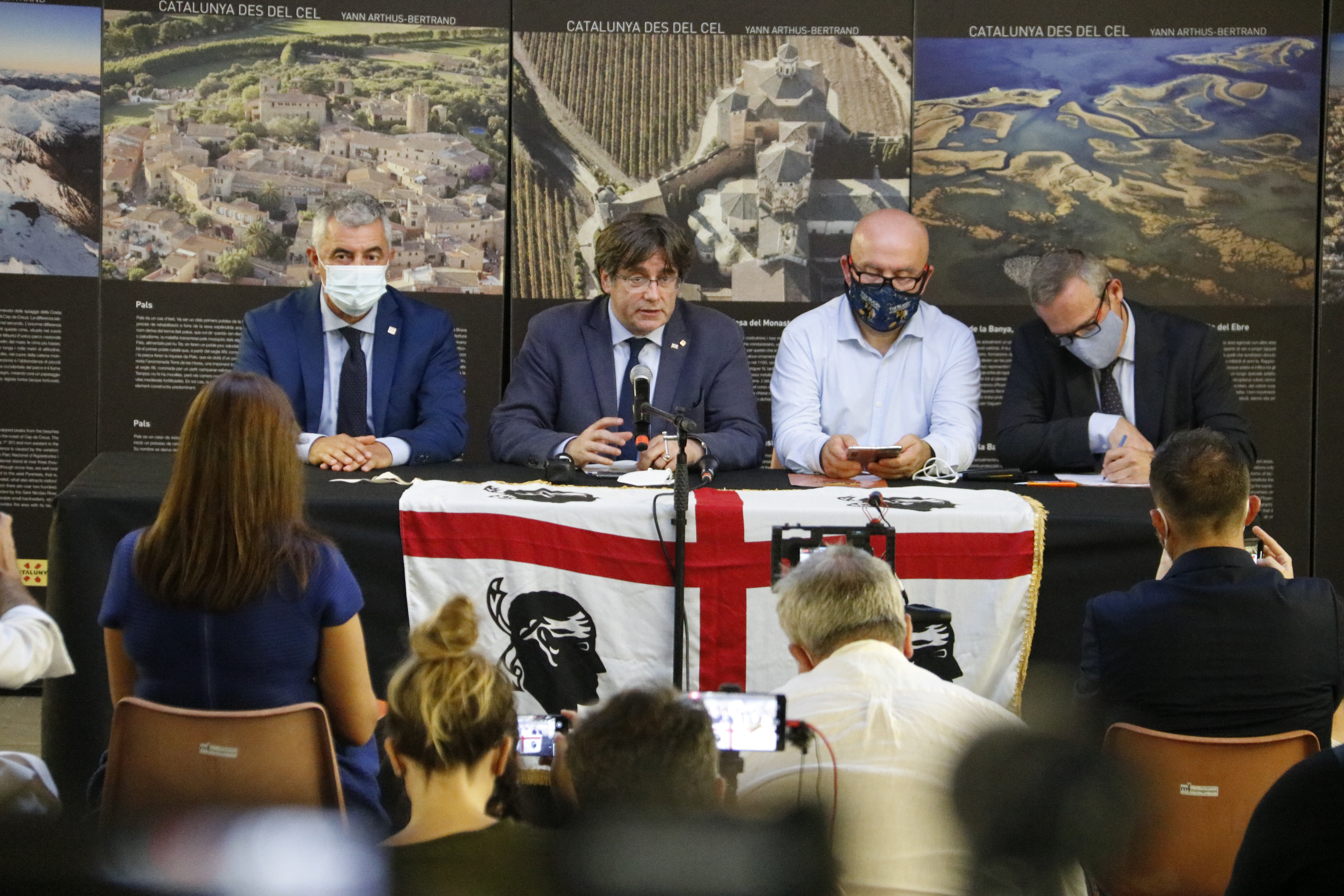
Carles Puigdemont a una roda de premsa a l'Alguer amb Gonzalo Boye

El 23 de setembre de 2021, Carles Puigdemont fou detingut a l'aeroport de l’Alguer, arran una euroordre del Tribunal Suprem espanyol emesa el 2019. El motiu del viatge era reunir-se amb autoritats alguereses i independentistes sardes, coincidint amb la seva assistència al 33è Aplec d'Adifolk que aquest any, ajornat des del 2020, acollia la localitat sarda.
L'endemà es va posar a disposició judicial de la Cort d’Apel·lació de Sàsser i el fiscal italià es va aferrar completament a les decisions del TGUE i, per tant, no va demanar cap mesura cautelar. La resolució de la magistrada Plinia Azzena va seguir en la mateixa línia que la del fiscal i va decretar la sortida de la presó de Carles Puigdemont el mateix dia. Nogensmenys, l'únic requisit fou que hauria de comparèixer el 4 d'octubre següent davant del jutge sard, la qual cosa significava que fins aleshores podria moure's lliurement pels països de la Unió Europea.
Per tal d'evitar en el futur que es repetissin aquestes situacions, l'1 d'octubre de 2021 Puigdemont va presentar una sol·licitud de mesures cautelars davant del Tribunal General de la Unió Europea (TGUE). El tribunal va donar immediatament un termini de 15 dies al Parlament Europeu perquè presentés les seves observacions en relació amb aquesta demanda de mesures cautelars del president de la Generalitat a l'exili, per tal que es posicionés de nou després que un dels seus membres hagués estat detingut quan, des de la seu del Parlament a Luxemburg, se li havia assegurat que aquest risc no existia.
Finalment, el dia 4 d'octubre, després de prendre declaració durant dues hores a Carles Puigdemont, el tribunal d'apel·lació de Sàsser va dictaminar posar en suspens sine die el procediment d'extradició a l'espera de la resolució del TGUE, que és la posició que havia exposat la defensa, i a la que també s'hi va sumar la fiscalia italiana. Amb relació a la petició de cautelars, l'11 d'octubre fonts del Parlament Europeu van avançar a l'ACN que els seus serveis jurídics s'hi oposarien.

### Eleccions generals espanyoles de 2023
L'aritmètica electoral resultant de les eleccions generals espanyoles de 2023 va fer que el Partit Socialista Obrer Espanyol necessités els vots de Junts per Catalunya per investir Pedro Sánchez president del govern espanyol. Aquest fet va obrir un període de converses i negociacions, que va acabar amb un acord entre Junts i el PSOE i la investidura de Pedro Sánchez. Carles Puigdemont va definir l'acord com un acord històric. Part de l'acord inclou l'amnistia dels catalans represaliats, fet que permetria un eventual retorn de Puigdemont a Catalunya.

### Acusació de terrorisme
En febrer de 2024 el Tribunal Suprem d'Espanya va obrir causa penal per delicte de terrorisme a Carles Puigdemont i a Ruben Wagensberg pels fets que s'imputen a Tsunami Democràtic a partir d'una desena de sentències de terrorisme de carrer que consoliden la doctrina sobre aquest delicte.

### Eleccions al Parlament de Catalunya de 2024

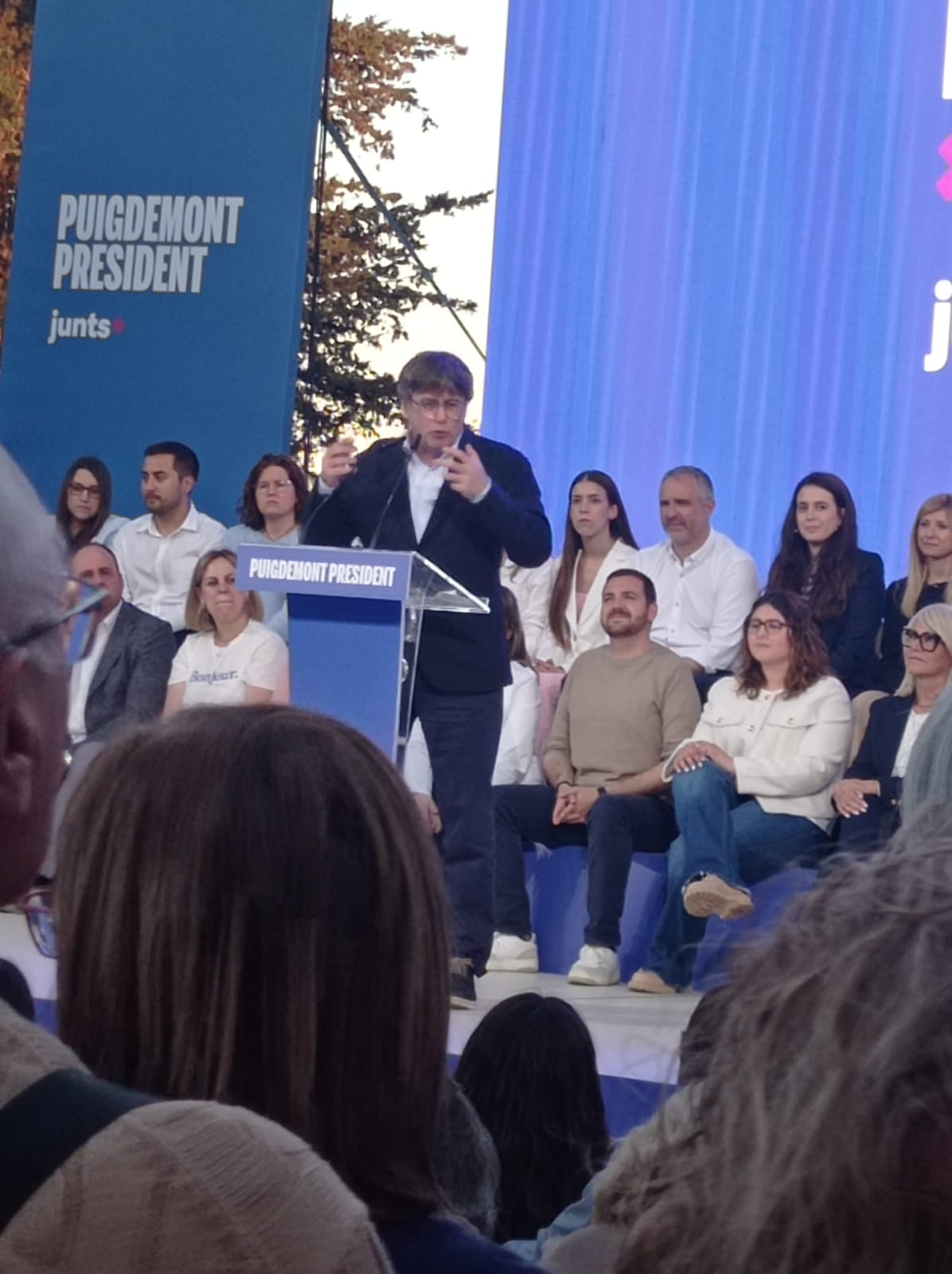
Carles Puigdemont en un dels mítings de la campanya a les eleccions al Parlament de Catalunya de 2024

Carles Puigdemont el 21 de març de 2024 va anunciar la seva candidatura a cap de llista a les eleccions al Parlament de Catalunya de 2024 a Elna, en una coalició amb Demòcrates de Catalunya anomenada Junts+ Carles Puigdemont per Catalunya (Junts+) i que no es presentaria a les Eleccions al Parlament Europeu de 2024. El candidat va fer la campanya majoritàriament a Catalunya del Nord, on es va traslladar. Les eleccions les va guanyar el Partit dels Socialistes de Catalunya en escons i vots amb 42 diputats, amb l'escenari incert d'un Parlament de Catalunya molt dividit, i en el qual dels partits independentistes només Junts+ aconsegueix pujar, aconseguint els millors resultats de la història de Junts pujant fins als 35 escons.
El 8 d'agost de 2024, Carles Puigdemont va tornar a Catalunya després de gairebé set anys d'exili a Bèlgica. Va arribar a l'Arc de Triomf de Barcelona acompanyat de membres del seu partit, Junts per Catalunya per comparèixer en un acte del Consell de la República, i va ser rebut per milers de persones amb pancartes i estelades. En el seu discurs, Puigdemont va recordar la repressió soferta pels independentistes i va fer una crida a preparar noves oportunitats després de la investidura de Salvador Illa. Després del seu breu discurs, va desaparèixer i els Mossos d'Esquadra, que havien desplegat 400 agents per blindar el Parlament i detenir l’expresident si s'hi presentava, van activar l'operatiu ‘Gàbia' per localitzar-lo en dues ocasions, al matí i a la tarda, sense poder detenir-lo.

### Nova presidència de Junts
Durant el congrés que va celebrar el seu partit la tardor de 2024, fou investit president de Junts per Catalunya, mentre que Jordi Turull es va mantenir com a Secretari General.

## Vida privada

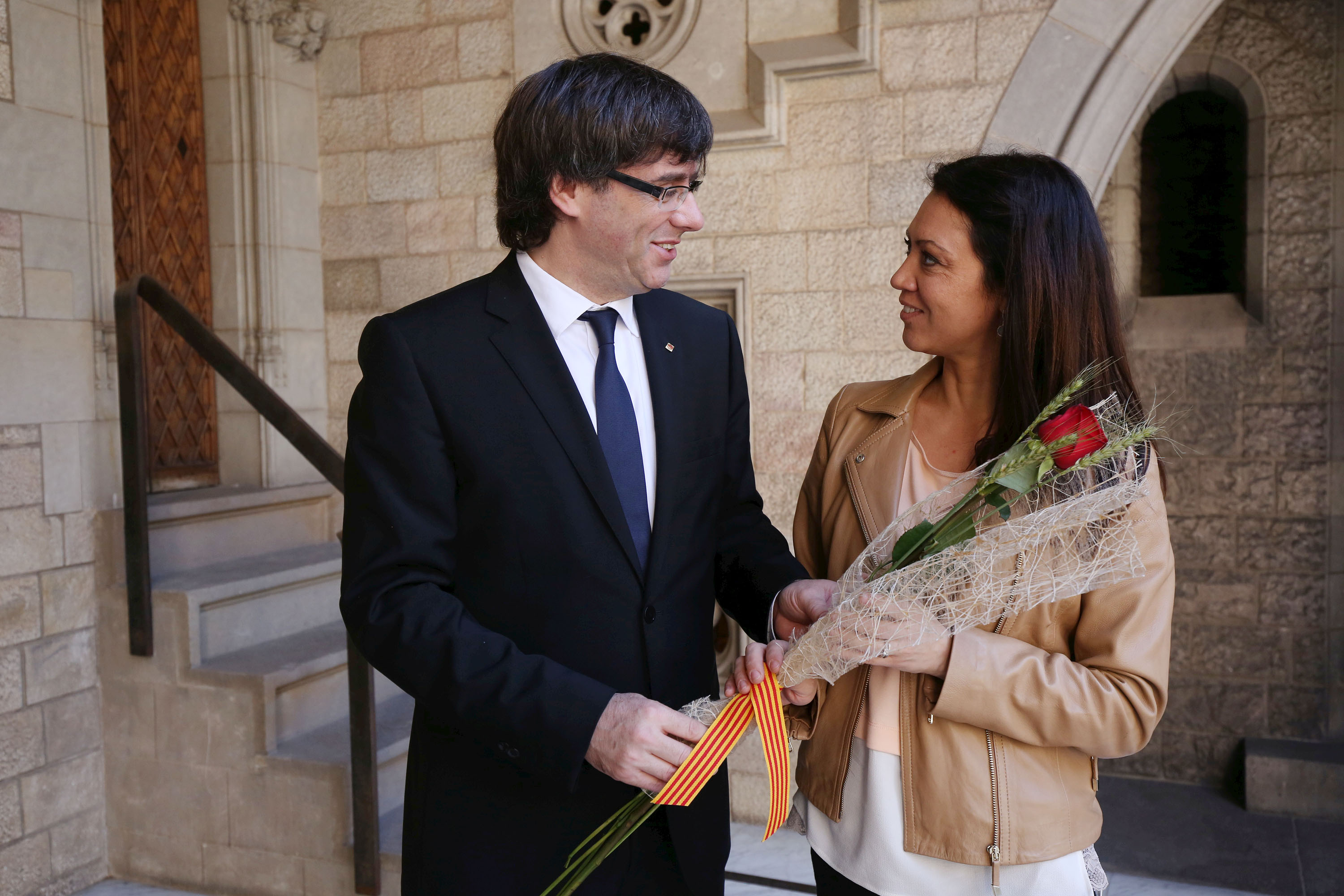
Carles Puigdemont entrega la rosa a Marcela Topor durant la Diada de Sant Jordi de 2016.

La vila natal de Puigdemont és Amer, poble on va viure fins que va començar a exercir de periodista, quan es traslladà a Girona. En ser investit president de la Generalitat el 2016 va anar a viure a Sant Julià de Ramis. Es va casar l'any 2000 amb la periodista romanesa Marcela Topor i té dues filles, la Magalí i la Maria. És amic del president del FC Barcelona Joan Laporta i han compartit vacances fins i tot a l'estranger. A Girona, Puigdemont també és conegut amb el malnom de Puigdi.
Quan era petit somniava a ser astronauta. Entre les seves aficions destaquen la música i la lectura, i, tanmateix, és un gran apassionat de la cuina, i el seu dolç predilecte és el xuixo de Girona. Paul Gauguin és un dels pintors que més l'apassiona, i el seu disc preferit és la banda sonora de Jesus Christ Superstar. Parla català, anglès, francès, castellà i romanès. Va ser un dels primers usuaris de Twitter a Catalunya. De fet, és un apassionat de les noves tecnologies i de les xarxes socials.
El 30 d'octubre de 2017, es va traslladar a la ciutat de Brussel·les (Bèlgica), on es va estar en diversos hotels, tot i que alguns caps de setmana els va passar a una vil·la de Sint-Pauwels, un poble situat al nord de Flandes molt proper a la frontera amb els Països Baixos, cedida per un empresari flamenc proper a la N-VA. El febrer del 2018, quatre mesos després de la seva arribada a Bèlgica, va fixar la seva residència en una casa de Waterloo, a 20 km al sud de Brussel·les. El 6 d'abril del mateix any, un cop va ser posat en llibertat després de passar 12 dies a la presó de Neumünster (Alemanya) arran de la seva detenció en aquest país quan tornava d'un viatge des de Finlàndia, va anunciar en un primer moment que fixaria la seva residència a Berlín, la capital d'Alemanya, almenys fins que s'acabés el procés judicial al país germànic que havia de decidir si l'extradia o no a Espanya. No obstant això, Puigdemont va deixar la capital alemanya al juny per instal·lar-se a Hamburg, ciutat més propera al tribunal de Slesvig-Holstein i on «no estava tan exposat» com a Berlín, segons afirmà el seu advocat a Catalunya, Jaume Alonso-Cuevillas. Un mes després, ja acabat el procés judicial i sense mesures cautelars, Puigdemont va tornar-se a instal·lar a la vil·la que havia llogat mesos abans a Waterloo, l'anomenada Casa de la República.

## Premis i reconeixements
- 2016 – Insígnia d'or del Girona FC.[134]